# Diou (Indre)
Diou – miejscowość i gmina we Francji, w Regionie Centralnym, w departamencie Indre.
Według danych na rok 1990 gminę zamieszkiwały 212 osoby, a gęstość zaludnienia wynosiła 13 osób/km² (wśród 1842 gmin Centre, Diou plasuje się na 927. miejscu pod względem liczby ludności, natomiast pod względem powierzchni na miejscu 818.).